# Hrabstwo McHenry (Illinois)
Hrabstwo McHenry – hrabstwo w USA, w stanie Illinois, według spisu z 2000 roku liczba ludności wynosiła 260 077. Siedzibą hrabstwa jest Woodstock.

## Geografia
Według spisu hrabstwo zajmuje powierzchnię 1583 km², z czego 1563 km² stanowią lądy, a 20 km² (1,25%) stanowią wody. Hrabstwo jest częścią metropolii Chicago i jest szóstym hrabstwem w stanie Illinois pod względem populacji.

### Sąsiednie hrabstwa
- Hrabstwo Walworth – północ
- Hrabstwo Kenosha – północny wschód
- Hrabstwo Lake – wschód
- Hrabstwo Cook – południowy wschód
- Hrabstwo Kane – południe
- Hrabstwo DeKalb – południowy zachód
- Hrabstwo Boone – zachód

## Historia
Hrabstwo McHenry zostało założone w 1836 roku z hrabstwa Cook i LaSalle. Zostało nazwane na cześć majora Williama McHenry, który walczył z Indianami podczas wojny Czarnego Jastrzębia a wcześniej w wojnie z Tecumsehem w 1811 roku.
Początkowo hrabstwo McHenry rozciągało się aż po Jezioro Michigan, z siedzibą w McHenry (Illinois). W 1839 roku wschodnie okręgi hrabstwa oderwały się od McHenry i utworzyły Hrabstwo Lake.
W hrabstwie urodziła się matka prezydenta Geralda Forda, Dorothy Ayer Gardner Ford oraz jego dziadkowie, a także Kathleen Brennan, żona Toma Waitsa.

## Demografia
Według spisu z 2000 roku hrabstwo zamieszkuje 260 077 osób, które tworzą 89 403 gospodarstw domowych oraz 69 287 rodzin. Gęstość zaludnienia wynosi 166 osób/km². Na terenie hrabstwa jest 92 908 budynków mieszkalnych o częstości występowania wynoszącej 59 budynków/km². Hrabstwo zamieszkuje 93,91% ludności białej, 0,59% ludności czarnej, 0,17% rdzennych mieszkańców Ameryki, 1,45% Azjatów, 0,02% mieszkańców Pacyfiku, 2,77% ludności innej rasy oraz 1,08% ludności wywodzącej się z dwóch lub więcej ras, 7,54% ludności to Hiszpanie, Latynosi lub inni.
W hrabstwie znajduje się 89 403 gospodarstw domowych, w których 42,90% stanowią dzieci poniżej 18 roku życia mieszkający z rodzicami, 66,50% małżeństwa mieszkające wspólnie, 7,60% stanowią samotne matki oraz 22,50% to osoby nie posiadające rodziny. 18,00% wszystkich gospodarstw domowych składa się z jednej osoby oraz 6,10% żyje samotnie i ma powyżej 65 roku życia. Średnia wielkość gospodarstwa domowego wynosi 2,89 osoby, a rodziny wynosi 3,31 osoby.
Przedział wiekowy populacji hrabstwa kształtuje się następująco: 30,20% osób poniżej 18 roku życia, 7,10% pomiędzy 18 a 24 rokiem życia, 33,50% pomiędzy 25 a 44 rokiem życia, 21,30% pomiędzy 45 a 64 rokiem życia oraz 8,00% osób powyżej 65 roku życia. Średni wiek populacji wynosi 34 lat. Na każde 100 kobiet przypada 100,70 mężczyzn. Na każde 100 kobiet powyżej 18 roku życia przypada 98,00 mężczyzn.
Średni dochód dla gospodarstwa domowego wynosi 64 826 dolarów, a średni dochód dla rodziny wynosi 71 553 dolarów. Mężczyźni osiągają średni dochód w wysokości 50 479 dolarów, a kobiety 31 141 dolarów. Średni dochód na osobę w hrabstwie wynosi 26 476 dolarów. Około 2,50% rodzin oraz 3,70% ludności żyje poniżej minimum socjalnego, z tego 3,80% poniżej 18 roku życia oraz 3,60% powyżej 65 roku życia.

## Okręgi
- Alden
- Algonquin
- Burton
- Chemung
- Coral
- Dorr
- Dunham
- Grafton
- Hartland
- Hebron
- Marengo
- McHenry
- Nunda
- Richmond
- Riley
- Seneca

## Miasta
- Crystal Lake
- Harvard
- Marengo
- McHenry
- Woodstock

## CDP
- Chemung
- Pistakee Highlands

## Wioski
- Algonquin
- Bull Valley
- Cary
- Fox Lake
- Fox River Grove
- Greenwood
- Hebron
- Holiday Hills
- Huntley
- Johnsburg
- Lake in the Hills
- Lakemoor
- Lakewood
- McCullom Lake
- Oakwood Hills
- Port Barrington
- Prairie Grove
- Richmond
- Ringwood
- Spring Grove
- Trout Valley
- Union
- Wonder Lake